# Zoropsis coreana
Zoropsis coreana là một loài nhện trong họ Zoropsidae.
Loài này thuộc chi Zoropsis. Zoropsis coreana được miêu tả năm 1978 bởi Paik.